# Elevador do Lavra
De Elevador do Lavra is een kabelspoorweg in de Calçada do Lavra, in Lissabon. Geopend in 1884, is het de oudste lift in de stad Lissabon. De kabelspoorlijn verzorgt de verbinding tussen de Travessa do Forno do Torél en de Largo da Anunciada.
De Elevador do Lavra is eigendom van de Companhia de Carris de Ferro de Lisboa en is sinds 19 februari 2002 een nationaal monument (decreet 5/2002, Diário da República 42, 1e serie-B, dd 19 februari 2002).

## Historie
De kabelspoorlijn werd gebouwd door de Portugese ingenieur Raoul Mesnier de Ponsard (ook verantwoordelijk voor het ontwerp) en op 19 april 1884 voor publiek opengesteld. 
Oorspronkelijk was de aandrijving door gebruik van het gewicht van water. Onder beide wagens bevond zich een tank die boven gevuld en beneden weer geleegd werd. Voor iedere wagen was een tandheugel van het type Riggenbach en waren er tandwielen in plaats van normale wielen. Het tandradsysteem was er slechts om te remmen en had geen functie in de aandrijving. In 1888 werd overgeschakeld op stoom voor de aandrijving. In 1915 werd de Funicular geëlektrificeerd.

## Karakter
De twee identieke wagens zijn 1 en 2 genummerd. Iedere wagen heeft aan beide uiteinden een cabine met een schakelkast en een rad voor de bediening van de handrem. In de passagierscabine zijn twee banken in langsrichting. Er is plaats voor 42 passagiers, 22 zit- en 20 staplaatsen.
De onderstellen zijn zodanig geconstrueerd dat de wagens gedurende de rit vrijwel horizontaal blijven. Daardoor bevindt het uiteinde aan de dalzijde zich hoger boven de grond als het uiteinde aan de bergzijde. De ingang is aan het wageneinde aan de bergzijde.
In ieder onderstel bevinden zich twee elektromotoren. De bestuurder van de omhooggaande wagen regelt de snelheid, die van de dalende wagen kan een noodstop uitvoeren. De elektrische voeding alsmede de gelijktijdige regeling van de motoren in de beide wagens geschiedt via bovenleidingen. Hiervan zijn er vier, twee voor iedere wagen.
De spoorbreedte is 90 cm en tussen de rails is voor iedere wagen een centrale gleuf voor de kabelverbinding.
De route is met 188 meter de kortste verbinding van Lissabon, met een gemiddeld stijgingspercentage van 22,9%.